# Dolgorukovskij rajon
Il Dolgorukovskij rajon (in russo Долгоруковский район?) è un rajon dell'Oblast' di Lipeck, nella Russia europea; il capoluogo è Dolgorukovo. Istituito il 30 luglio 1928, ricopre una superficie di 990 chilometri quadrati.